# Glenstrup-stenen 1
Glenstrup-stenen 1 er en runesten, fundet i Glenstrup på kirkegården. Stenen stammer iflg. Jon Skonvig fra en høj umiddelbart syd for kirken kaldet "Quinnar höy". I overensstemmelse med det kgl. reskript fra 1652 kom stenen til København, hvor den blev opstillet ved Trinitatis Kirke. Den blev reddet fra branden i 1728 og lå en lang tid på kirkepladsen, senere i en krog af kirken. I 1807 blev den anbragt i opgangen til Rundetårn, hvorfra den i 1867 blev overført til Nationalmuseet, hvor den nu står i runehallen. Runestenen er forsynet med et skåltegn fra bronzealderen på forsiden, hvilket antyder, at den i denne periode har været anvendt som kultsten. Skåltegn kendes fra en række andre danske runesten, f.eks. Glavendrupstenen, Sdr. Vissing-stenen 1 og Kallerupstenen. Runestenen er rejst i et område syd for Hobro, hvor der er fundet mange runesten fra den sene vikingetid. De nærmest beliggende runesten er Svenstrup-stenen og Vester Tørslev-stenen.

## Indskrift
| Translitteration | : þuriR : risþi : stin : þansi : iftiR : kunar : faþur : sin : |
| Transskription   | ÞōriR rēsþi stēn þannsi æftiR Gunnar, faður sinn.              |
| Oversættelse     | Thorir rejste denne sten efter Gunnar, sin far.                |

Indskriften er ordnet i konturordning, som begynder i stenens nederste venstre hjørne og afsluttes i en tværbjælke midt på stenen. Den samme indskriftordning, som er helt usædvanlig for danske runesten, ses på Hobro-stenen 2, som er rejst af Thore efter hans fælle Karl. Det er på grund af navnesammenfaldet og indskrifternes design meget sandsynligt, at disse to runesten er rejst af den samme Thore, men runeristerne har været forskellige personer, idet runernes udformning er forskellig.